# Мауениопсис
Мауениопсис (лат. Maihueniopsis)— род кактусов. 
Кактусы этой группы были впервые описаны 1925 году Карлосом Спегаццини. Хотя в названии рода использовано греческое слово opsis — «похожий», «подобный», исследования морфологии и молекулярной биологии, выполненные на кактусах этой группы в течение последних лет Стивеном Дики, Робертом Волласом, Джеймсом Илифом и Вольфгангом Стаппи, однозначно показывают, что мауениопсисы не являются ближайшими родственниками мауений. 
В природе представители отдельных видов образуют плотные «дернины» и «подушки». Ареал рода — территория Перу, Боливии, Чили и Аргентины.

## Виды
В настоящее время специалисты Международной группы по систематике кактусов считают, что род Мауениопсис включает 18 видов, не все из которых ещё достаточно хорошо исследованы. Некоторые виды могут относить к роду Опунция (Opuntia Mill.)
- Maihueniopsis archiconoidea F.Ritter
- Maihueniopsis atacamensis (Phil.) F.Ritter
- Maihueniopsis bonnieae
- Maihueniopsis camachoi
- Maihueniopsis clavarioides (Pfeiff.) E.F.Anderson
- Maihueniopsis colorea
- Maihueniopsis crassispina
- Maihueniopsis darwinii
- Maihueniopsis domeykoensis
- Maihueniopsis glomerata
- Maihueniopsis glomerata (Haw.) R.Kiesling
- Maihueniopsis grandiflora
- Maihueniopsis minuta
- Maihueniopsis nigrispina
- Maihueniopsis ovata
- Maihueniopsis rahmeri
- Maihueniopsis subterranea
- Maihueniopsis tarapacana
- Maihueniopsis wagenknechtii